# Julitta Karwowska-Wnuczak
Julitta Karwowska-Wnuczak (ur. 30 października 1935 w Warszawie) – ilustratorka, graficzka, malarka, przedstawicielka Polskiej Szkoły Ilustracji, uprawiała głównie twórczość dla dzieci i młodzieży.

## Życiorys
Ukończyła malarstwo na Akademii Sztuk Pięknych w Warszawie (1960), dyplom uzyskała u prof. Eugeniusza Eibischa. Od 1961 związana z Biurem Wydawniczym Ruch, jako projektantka pocztówek i ilustratorka. Debiutowała tam wykonując ilustracje do książki Dziwne przygody Ignasia Ewy Szelburg-Zarembiny (1962).
W 1962 nawiązała też długoletnią współpracę z Instytutem Wydawniczym "Nasza Księgarnia", dla którego zilustrowała wiele książek dla dzieci i młodzieży, m.in. Opowieści indyjskie Shanty Rameshwara Rao, Złoty most Iona Creangi, Księżniczkę głogu Władysława Ludwika Anczyca, Niebo było błękitne Charlotte Zołotow, Lokomotywa, Rzepka, Ptasie radio Jana Brzechwy. Ilustrowała także książki wydawane przez Krajową Agencję Wydawniczą, m.in. Zdobywcy orzechowego tortu Piotra Wojciechowskiego, Prządki złota Wandy Markowskiej i Anny Milskiej.
Współpracę ze Studiem Małych Form Filmowych "Se-Ma-For" rozpoczęła w 1970, od opracowania plastycznego filmu To tylko myszka (reż. Wacław Fedak). Następnie razem z Ludwikiem Kronicem stworzyli projekty plastyczne do serialu animowanego o kocie Filemonie (1972–1981), który powstał według scenariusza Marka Nejmana przy ścisłej współpracy Sławomira Grabowskiego. Twórcą filmowych wizerunków kotów Filemona i Bonifacego był Ludwik Kronic, natomiast Julitta Karwowska-Wnuczak samodzielnie zilustrowała wszystkie książki opowiadające o perypetiach kotów. Spod jej ręki wyszły więc przeniesione na papier, ale różniące się od filmowych sylwetki Filemona, Bonfacego, Szczeniaka i innych bohaterów bajki. Najpierw w 1976 ukazała się Noc Filemona, później wydane zostały historie z telewizyjnego serialu. Przygody kota Filemona opublikowano w 1977, następnie pojawił się Filemon i Bonifacy (1980), Filemon, Bonifacy i Szczeniak (1985) oraz Wilczy apetyt (1987). Ilustracje te okazały się znaczące dla twórczości Julitty Karwowskiej-Wnuczak, co potwierdza wpis na stronie ich wydawcy – Naszej Księgarni:  

Największy rozgłos przyniosły jej jednak książki o niezrównanej kociej spółce, do której z czasem dołączył kundelek: Przygody kota Filemona, Filemon i Bonifacy, Filemon, Bonifacy i Szczeniak (zebrane również przez "Naszą Księgarnię" w jednym tomie jako Przygody kota Filemona), Noc kota Filemona, Wilczy apetyt. To dzięki niej mały biały kociak od kilkudziesięciu lat patrzy na swoich czytelników z bezbrzeżnym zdziwieniem, a tłusty czarny kocur ze znudzeniem i pobłażliwością. W tych pracach Julitta Karwowska-Wnuczak oddała świat, którego już nie ma – ciepłych zapiecków i rozchwianych płotów. Stworzyła też świetne portrety myszy – być może najsympatyczniejszych myszy w historii polskiej ilustracji".

Jej prace zamieszczano też w ukazującym się w Polsce i za granicą Almanachu Polonii, którego opracowała siedem roczników.

## Styl artystyczny
Rysunki Julitty Karwowskiej-Wnuczak charakteryzuje mocne nasycenie kolorem i radosny nastrój. Szczególnie rozpoznawalne dla jej twórczości są rysunki zwierząt, np. tygrysy (Tygryski Joanny Papuzińskiej), słonie (Mały słonik Kuba Miry Lobe, Muzykalny słoń Wandy Chotomskiej), a także dzieci z długimi potarganymi i opadającymi na oczy grzywkami (Tydzień z godziną zero Alicji Niedźwiedzkiej, Magnus i wiewiórki Hansa Petersona).

## Wystawy
Prace artystki wystawiane były we Włoszech, Czechosłowacji, NRD, NRF, ZSRR, Japonii i Danii, prezentowano je także podczas Biennale w Bratysławie i Bolonii. 
W 1969 w Galerii Broste w Kopenhadze miała wystawę indywidualną (Wystawa Grafiki Książkowej i Artystycznej).

## Twórczość

### Ilustracje książek
- Dziwne przygody Ignasia Ewy Szelburg-Zarembiny (Ruch 1962)
- Muzykalny słoń Wandy Chotomskiej (Ruch 1965)
- Opowieści indyjskie Shanty Rameshwara Rao (NK 1965)
- Tygryski Joanny Papuzińskiej (NK 1966)
- Piał kogucik: kukuryku Stanisława Jachowicza (NK)
- Kukuryku na ręczniku Marii Kownackiej (NK)
- Prządki złota Wandy Markowskiej i Anny Milskiej (KAW)
- Mały słonik Kuba Miry Lobe (NK 1970)
- Złoty most Iona Creangi (NK 1973)
- Księżniczka głogu Władysława Ludwika Anczyca (NK 1973)
- Niebo było błękitne Charlotte Zołotow (NK 1976)
- Fikmik Eno Rauda (KAW 1976)
- Jana i gwiazdka Werner Heiduczek (NK 1976)
- Zdobywcy orzechowego tortu Piotra Wojciechowskiego (KAW 1977)
- Tydzień z godziną zero Alicji Niedźwiedzkiej (KAW 1977)
- Lokomotywa, Rzepka, Ptasie radio Jana Brzechwy (NK 1985)
- Złoty arbuz Bolesława Zagały (NK, seria Poczytaj mi mamo, 1986)
- Magnus i wiewiórki Hansa Petersona (Wydawnictwo Poznańskie 1986)
- Mangus w porcie Hansa Petersona (Wydawnictwo Poznańskie)
- Almanach Polonii (opracowanie siedmiu roczników)

książkowa seria przygód kota Filemona Marka Nejmana i Sławomira Grabowskiego wydana przez Naszą Księgarnię:
- Noc Filemona (NK 1976, seria Poczytaj mi, mamo)
- Przygody kota Filemona (NK 1977)
- Filemon i Bonifacy (1980)
- Filemon, Bonifacy i Szczeniak (1985)
- Wilczy apetyt (NK 1987, seria Poczytaj mi, mamo)[2][3]

### Filmowe projekty plastyczne
- To tylko myszka (Se-Ma-For 1970), reż. Wacław Fedak

we współpracy z Ludwikiem Kronicem:
- Dziwny świat kota Filemona (1972)
- Przygody kota Filemona (1977)